# Onobrychis hohenackerana
Onobrychis hohenackerana är en ärtväxtart som beskrevs av Carl Anton von Meyer. Onobrychis hohenackerana ingår i släktet esparsetter, och familjen ärtväxter. Inga underarter finns listade i Catalogue of Life.